# Aedes triseriatus
Aedes triseriatus (Say, 1823) è una zanzara localizzata in alcune zone dell'America, e principalmente in California.
Essa causa l'encefalite californiana.